# ハンス・リヒャルト・シュトラッケ
- ハンス・リヒャルト・ストラッケ

ハンス・リヒャルト・シュトラッケ（Hans Richard Stracke, 1932年9月7日 - 2010年5月7日）は、オーストリア出身の指揮者、オルガン奏者、作曲家。

## 経歴
1932年、ヴィットリヒ生まれ。ケルン音楽院で教会音楽と指揮法を学び、ミュンヘンで音楽評論家としてキャリアを積む。1960年代にはCBSのプロデューサーとなった。
1986年からライン州立フィルハーモニー管弦楽団の芸術監督を務め、1997年に引退した。2010年にミュンヘンにて死去。

## 主要作品
- Nachtgebet eines Vogels für 4st. gem. Chor a cappella. Top Music. (2000). OCLC 725338207
- Es wird scho glei dumpa für 3-st. gem. Chor (SABar) a cappella. Ricordi. (2006). OCLC 724052221
- Drei Romanzen für Sopran und Klavier. Ricordi. (2006). OCLC 705501001

## 著作
- Stracke, Hans Richard; Wunderlich, Rainer (2006) (ドイツ語). Witze für die Notentasche: Anekdoten, Witze und heitere Begebenheiten aus der Welt der Musik. Top Music. ISBN 9783980751506. OCLC 608618919